# Opsidota infecta
Opsidota infecta är en skalbaggsart som beskrevs av Francis Polkinghorne Pascoe 1864. Opsidota infecta ingår i släktet Opsidota och familjen långhorningar. Inga underarter finns listade i Catalogue of Life.